# Perha, Olevsk
Perha (în ucraineană Перга) este un sat în comuna Hociîne din raionul Olevsk, regiunea Jîtomîr, Ucraina.

## Demografie
Componența lingvistică a localității Perha
     Ucraineană (98,08%)
     Alte limbi (1,92%)
Conform recensământului din 2001, majoritatea populației localității Perha era vorbitoare de ucraineană (98,08%), existând în minoritate și vorbitori de alte limbi.